# COM Express
COM Express (COM — комп'ютер-на-модулі) — форм-фактор з високим ступенем інтеграції та компактний комп'ютер, який можна використовувати в конструкції застосунків так само, як інтегрований компонент схеми. Кожен COM Express модуль об'єднує ядро процесора і пам'ять, порти введення/виведення PC/AT, USB, аудіо, графіки і Ethernet. Для всіх вхідних/вихідних сигналів передбачені два низькопрофільні роз'єми високої щільності на нижній стороні модуля.

## Розміри
Специфікація визначає 4 розміри модуля:
- Mini: 55 × 84 мм (2,2 × 3,3 «); раніше відомий як nanoETXexpress
- Компактний: 95 × 95 мм (3,7 × 3,7»); раніше відомий як microETXexpress
- Основний: 95 × 125 мм (3,7 × 4,9"); раніше відомий як ETXexpress
- Розширений: 110 × 155 мм (4,3 × 6,1 дюйма)

|                                | ETX                  | XTX                                            | COM Express                                                                                    |
| Розміри                        | 95 × 114 мм          | 95 × 114 мм                                    | - Розширений: 110 × 155 мм - Основний: 95 × 125 мм - Компактний: 95 × 95 мм - Mini: 55 × 84 мм |
| PCI Express Графічна підтримка | —                    | —                                              | до 16                                                                                          |
| Ethernet                       | 10/100               | 10/100                                         | 10/100/1000                                                                                    |
| IDE                            | 2 IDE, 2 SATA        | 2 IDE, 4 SATA                                  | IDE, 4 SATA                                                                                    |
| LPC                            | —                    | так                                            | так                                                                                            |
| USB                            | 4 USB                | 6 USB                                          | 8 USB                                                                                          |
| Підтримка аудіо                | Лінійний In/Out, Mic | AC'97, лінійний вхід/вихід, вхід для мікрофона | AC'97, лінійний вхід/вихід, вхід для мікрофона, цифрове AC'97, HDA                             |